# Oliguri
Oliguri är ett medicinskt symptom som innebär att en person har en onormalt liten urinproduktion, under 500 ml/dygn för vuxna.
Oliguri kan antyda ett alltför lågt vätskeintag, uttorkning, hypovolemi eller en nedsatt njurfunktion.
Tillståndet är vanligt hos patienter som drabbats av allvarliga sjukdomstillstånd, men även personer med normal njurfunktion kan drabbas av oliguri. De flesta patienter som drabbas av detta tillstånd utvecklar inte njursvikt.